# ラバール・ノズル

ラバール・ノズルの断面図とグラフ。流速 (v)、温度 (t)、圧力 (p)

ラバール・ノズルまたはドラバル・ノズル（De Laval nozzle）は、中ほどが狭まっている管で、砂時計のような形状のノズル。収縮拡大ノズル、CDノズルとも。ガス流をこれに通すことで加速させ、超音速を得るのに使われる。ある種の蒸気タービン（衝動タービン）に広く使われ、ロケットエンジンや超音速ジェットエンジンにも使われている。
同様の流れの特性は、天体物理学における宇宙ジェットにも適用される。

## 歴史
このノズルはスウェーデンの発明家グスタフ・ド・ラバルが1888年、衝動蒸気タービンで使用するために開発した。
その原理をロバート・ゴダードがロケットエンジンで使い、その後のロケットエンジンでもほぼ例外なくラバール・ノズルを高温ガス燃焼に採用している。
ラバール・ノズルによる超音速流れは1903年にストドラによって初めて実験的に研究された。

## 作用
その作用は、音速以下と超音速でのガス流の特性の違いを利用している。音速以下のガスの流れは、管が細くなると速度が増す。これは質量流量が一定のためである。ラバール・ノズルを通るガス流は等エントロピー（ガスのエントロピーはほぼ一定）である。音速以下のガスの流れは圧縮可能で、それ自体が圧力波である音を伝播できる。ラバール・ノズルの一番狭まった部分で、チョーク流れと呼ばれる条件が成り立つと、ガスの速度は局所的に音速（マッハ1）になる。その後、ノズル断面積が広がるに従い、ガスが膨張してその流れは超音速（マッハ数が1より大きい）になり、音波が伝播しなくなる。

上から1.不足膨張2.適正3.過膨張4.剥離の状態

### 作用条件
ラバール・ノズルを通る流れの圧力と質量が音速に達するに十分な場合、ラバール・ノズルは狭まった部分でチョーク状態になる。さもなくば超音速に達することはなく、単にベンチュリ管として機能する。
さらに、ノズルから出てくるガスの圧力が低すぎてはならない。圧力は超音速の流れを遡ることはできないので、出口の圧力が大気圧より低くても問題はない。しかしあまりにも圧力が低いと、超音速でなくなったりノズル内の流れとは別のものになってしまうため、ジェットが不安定となって機体に損傷を与える可能性がある。
実際、ラバール・ノズルの超音速の排気の圧力に対して、大気圧は2倍から3倍以下でなければならない。

#### 亜音速状態
背圧があまりよどみ圧と変わらなければ、ノズル内の流れは亜音速流となる。

#### 剥離
チョークからノズルの一部のみが超音速の状態。ノズル内で垂直衝撃波が発生、圧力、速度が非連続的に変化し亜音速で噴出する。
正常に推進出来ない上ノズルを不安定な噴流で疲労破壊に至らす危険がある。

#### 過膨張
ノズル全体が超音速の状態。
ノズル内では衝撃波は生じていないが外では斜め衝撃波が生じショックセルが形成されている。
これによりブロードバンド衝撃波連成騒音やスクリーチ騒音が生じ、最悪疲労破壊の原因となる。

#### 適正膨張
出口圧力が背圧と等しくなり、ノズル後方でも衝撃波は生じない。

#### 不足膨張
ノズル内で十分に膨張出来ていない状態。

## 理論
ラバール・ノズル内のガス流を解析するには、様々な概念と以下のような前提を必要とする。
- 単純化するため、ガスは理想気体を前提とする。
- ガス流は等エントロピーである。結果としてその流れは可逆であり（摩擦がなく、損失がない）、断熱過程である（熱を得たり失ったりしない）。
- プロペラントを燃焼している間、ガス流は一定である。
- ガス流は、入り口から出口までノズルの中心軸に沿って一直線に流れる。
- ガス流は非常に高速であり、圧縮性流れである。

### 排気ガス速度
ノズルにガスが入ると、音速以下の速度で進む。ノズルが狭まっていくためガスが圧縮され、加速され、断面積が最小の部分で速度が音速となる。その後断面積が広がるとガスが膨張し、速度は超音速になる。
ノズルから出てくる排気ガスの速度は次の式で計算できる。
{\displaystyle V_{e}={\sqrt {\;{\frac {T\;R}{M}}\cdot {\frac {2\;k}{k-1}}\cdot {\bigg [}1-(P_{e}/P)^{(k-1)/k}{\bigg ]}}}}
| ここで |                                     |
| Ve     | = ノズル出口での排気速度 (m/s)      |
| T      | = 入ってくるガスの絶対温度 (K)      |
| R      | = 気体定数 = 8314.5 (J kmol-1 K-1)  |
| M      | = ガスの分子量 (kg/kmol)            |
| k      | = cp/cv = 等エントロピー膨張係数    |
| cp     | = ガスの定圧比熱容量                |
| cv     | = ガスの定積比熱容量                |
| Pe     | = ノズル出口の排気ガスの絶対圧 (Pa) |
| P      | = ノズル入り口のガスの絶対圧 (Pa)   |

燃料別のロケットエンジンの典型的な排気ガス速度 Ve は次の通り。
- 1.7 - 2.9 km/s (3,800 - 6,500 mph) - 一液式の液体燃料
- 2.9 - 4.5 km/s (6,500 - 10,100 mph) - 二液式の液体燃料
- 2.1 - 3.2 km/s (4,700 - 7,200 mph) - 固体燃料

なお、Ve を計算するとき、排気ガスは理想気体と仮定するため、これを「理想排気気体速度 (ideal exhaust gas velocity)」とも呼ぶ。

## 例
圧力が 1,000 psi（6.9 MPa または 68 atm）で、温度が 1470 K の熱い気体をラバール・ノズルで使うと、断面積が最小の部分での圧力は 540 psi（3.7 MPa または 37 atm）で温度は 1269 K となり、出口では 15 psi（0.1 MPa または 1 atm）、温度は 502 K となる。出口の断面積と細い部分の断面積の比率である拡大比は 6.8 となる。比推力は 151秒（1480 N・s/kg）となる。

### 星間物質への応用
理論天体物理学者らは、ラバール・ノズルの流れのパターンが星間物質の現象と似ていることに気づいた。降着円盤の内部は固体の壁ではなくそれ自体が流体だが、ラバール・ノズルの管のような役割を果たし、圧力平衡境界によって宇宙ジェットが生じる。